# Szuwuja
Szuwuja (Shuvuuia) – rodzaj teropoda z rodziny alwarezaurów (Alvarezsauridae); jego nazwa znaczy „pustynny ptak” (w języku mongolskim „Shuvuu” = ptak). Występowała na terenach Mongolii w późnej kredzie, ok. 75 mln lat temu. Żyła w towarzystwie takich dinozaurów jak welociraptor, protoceratops czy owiraptor. 

## Miejsce odkrycia
Jej szczątki znaleziono w osadach Tögrögiin Shire i Ukhaa Tolgod w formacji Dżadochta.

## Opis
Jej czaszka była silnie kinetyczna. Ta cecha występowała również u nieptaszego dinozaura karnotaura i obecnych ptaków. Szczęka była długa, smukła i uzbrojona w drobne zęby. Ogon był złożony z ponad 35 kręgów. Jeden palec szuwui był dobrze rozwinięty, a dwa silnie zredukowane. Mogły być przystosowanie do rozkopywania gniazd termitów. Szuwuja była jednym z najmniejszych dinozaurów – mierzyła zaledwie 60 cm długości a ważyła w dorosłym wieku około 4 kg. Szuwuja miała długie nogi, przystosowane do szybkiego biegu i była przystosowana do nocnego trybu życia. Była wyposażona w duże oczodoły, które pozwalały na dobre widzenie w ciemnościach. Z kolei wielkość lageny była zbliżona do płomykówki, co zapewniało jej dobry słuch w trakcie nocy. 

## Upierzenie
W 1999 roku Schweitzer i in. odkryli  u jednego okazu obecność puchowego upierzenia. W 2018 r. Saitta i in. sugerowali, że te struktury za życia były bardziej złożone niż to, co się zachowało.    

### Keratyna
Schweitzer i in. zrobili analizy chemiczne na tych pierzastych włókien, które wykazały zawieranie produktów rozkładu beta-keratyny z brakiem alfa-keratyny a ponadto ogłosili, że beta-keratyna może się zachować w okresie geologicznym, po czym zyskało poparcie dalszemu badaniu Moyer i in. z 2016 r..  W 2019 r. Schweitzer i in. wykazali, że istnienie beta-keratyny u jej strukturach było pełni prawidłowe.    